# Ted Evetts
Ted Evetts (Stockton, 1997. augusztus 3. –) angol dartsjátékos. 2014-től a Professional Darts Corporation tagja. 2021-ben megnyerte a PDC ifjúsági világbajnokságát. Beceneve "Super Ted".

## Pályafutása

### BDO
Evetts 2015-ben megpróbálkozott a 2015-os BDO-dartsvilágbajnokságra való kijutással, de végül Jason Lowe ellen nem sikerült továbbjutnia a kvalifikációs tornán. Pár nappal később részt vett a BDO World Masters kiemelt tornáján, ahol a legjobb 80-ba sikerült bejutnia.

### PDC
2015-ben elindult a PDC Development Tour sorozatában, amelyből kvalifikálni tudta magát a 2015-ös PDC junior-világbajnokságára, ahol a legjobb 32-ig sikerült eljutnia. 2016 elején sikeresen megszerezte a Tour Card-ot, így több versenyen vehetett részt a PDC-nél. A 2016-os Grand Slam of Darts kiemelt PDC versenyre is kijutott, ám nem sikerült számára a csoportkörből való továbbjutás.
2018-ban először sikerült kijutnia a PDC-dartsvilágbajnokságra, melynek első körében a walesi Gerwyn Price ellen szenvedett 3–0-ás vereséget. A következő PDC-vb-re is kijutott (2019), ahol ezúttal a második körben Adrian Lewis ellen esett ki szintén 3–0-ás vereséggel.

## Világbajnoki szereplései

### PDC
- 2018: Első kör (vereség  Gerwyn Price ellen 0–3)
- 2019: Második kör (vereség  Adrian Lewis ellen 0–3)
- 2020: Első kör (vereség  Fallon Sherrock ellen 2–3)
- 2022: Első kör (vereség  Jim Williams ellen 1–3)

## Tornagyőzelmei
| Development Tour - Development Tour: 2017, 2018 (x3), 2019 (x8), 2020, 2021 | PDC World Youth Championship - World Youth Championship: 2021 |